# Cuenca Alta del Manzanares
Segons la Guía de Turismo Rural y Activo, editada per la Direcció General de Turisme (Conselleria de Cultura i Turisme) de la Comunitat de Madrid, la Cuenca Alta del Manzanares és una de les Comarques de la Comunitat de Madrid, banyada per les aigües del riu Manzanares.

## Municipis de la comarca
La comarca està formada pels següents municipis, amb les dades de 2006.
| Municipi                | Superfície | Població |
| ----------------------- | ---------- | -------- |
| Total comarca           | 515,49     | 72772    |
| Colmenar Viejo          | 182,56     | 40878    |
| Guadalix de la Sierra   | 61,05      | 5099     |
| Hoyo de Manzanares      | 45,31      | 7210     |
| Manzanares el Real      | 126,7      | 6376     |
| Miraflores de la Sierra | 56,66      | 5344     |
| Soto del Real           | 43,21      | 7865     |